# Magnolia vazquezii
Magnolia vazquezii este o specie de plante din genul Magnolia, familia Magnoliaceae, descrisă de Cruz Durán și K.Vega. Conform Catalogue of Life specia Magnolia vazquezii nu are subspecii cunoscute.